# Márfai Molnár László
Márfai Molnár László (Gyöngyös, 1966. február 26.) magyar művészetfilozófus, kritikus, egyetemi oktató.

## Tanulmányai, tudományos tevékenysége
1986–1991 között a Kossuth Lajos Tudományegyetem, Bölcsészettudományi Kar, Debrecen, (KLTE BTK) hallgatója volt magyar nyelv és irodalom-történelem szakon. Ezt követően 1991–1994 között tudományos ösztöndíjas lett a KLTE BTK Filozófiai Intézetében. Kutatási területe a posztmodern művészetfilozófiai, esztétikai vizsgálata volt.
1991-ben szerzett magyar nyelv és irodalom- történelem szakos középiskolai tanári diplomát a KLTE BTK-n, Debrecenben. Majd 1997-ben nyerte el a PhD-fokozatot filozófiai tudományból, szintén a KLTE BTK-n. 2009-ben habilitált a Debreceni Egyetem BTK-n filozófiai tudományból.
1991–1994 között a KLTE BTK Filozófia Tanszékén volt tudományos ösztöndíjas. Ezt követően egy évig a BT Főiskolán tanított adjunktusként Szarvason. 1996-tól a Soproni Egyetem oktatója Sopronban. 1999-től egyetemi docens. 1998-tól tagja az MTA köztestületének, valamint az MTA VEAB Filozófiai Szakbizottságának. 2008-tól az Imre Samu Nyelvi Intézet, 2010-től az Alkalmazott Filozófiai Társaság tagja. Jelenleg a Soproni Egyetem SKK Alkalmazott Művészeti Intézet egyetemi docense.
1987-1990 között még egyetemi hallgatóként a Határ c. irodalmi folyóirat egyik alapító szerkesztője volt Debrecenben. A KLTE BTK Filozófiai Intézetének tudományos ösztöndíjasaként 1991-ben a Gond c. filozófiai esszéfolyóirat egyik alapító szerkesztője lett. 2007-től az ARCA című internetes filozófiai folyóirat alapító főszerkesztője.
- Az 1996–1999 közötti időszakra elnyerte a Képző-és Iparművészeti Lektorátus Kállai Ernő Műkritikusi Ösztöndíja támogatását. 1997–2000 között OTKA pályázati támogatásban részesült a Fülep-életmű kutatására. Márfai Molnár László első alkalommal 1999–2001 között részesült az MTA Bolyai János Kutatói Ösztöndíja támogatásában. Témája a magyar esszé a 20. század első felében. A Firenzei Egyetem Filozófiai Intézetébe szólt a Magyar Ösztöndíj Bizottság Eötvös Ösztöndíja 2002-ben négy hónap időtartamra. 2002-ben ismét megítélték számára, ezúttal egy évre, az MTA Bolyai János Kutatói Ösztöndíját Fülep Lajos művészetfilozófiájának kutatására.
- Kutatási területei közé tartozik a kulturális antropológia, kortárs irodalom, filmművészet, vizuális hermeneutika, narratológia, tudományelmélet.
- Az 1990-es évek elejétől kutatja Fülep Lajos életművét, ezzel kapcsolatos írásai folyóiratokban és két önálló kötetben is megjelentek. Kortárs írók műveiről készített kritikái mellett a 20. század első felének magyar íróinak esszéit elemző tanulmányokat is publikált. Esztétikai, filozófiai írásaira a modern tudás kritikai értelmezésére való törekvés a jellemző.

## Kötetek
- Jelentés a dialógus nyomán. Tanulmányok a fiatal Fülep Lajos művészeti írásairól; Argumentum Kiadó, Budapest, 2001. 150 p. ISBN 963-446-160-3 ;
- A Civitas Fidelissima diskurzusa (kulturális, történeti és gazdasági tanulmányok Sopronról): szerkesztő,  Nyugat-Magyarországi Egyetem, Sopron, 2001. 150 p. ISBN 963-9364-03-7 ;
- Ahol a szerző megtörténik (Tanulmányok a huszadik század első felének magyar irodalmáról) Argumentum Kiadó, Budapest, 2007. 168. p. ISBN 978-963-446-420-4 ;
- Arte legis helyett (A hálózatos tudás természetrajzához)  Ráció Kiadó, Budapest, 2011. 160 p. ISBN 978-615-5047-14-5 ;
- Túlélés és megértés. Alkalmazott etika és esztétika; L'Harmattan, Bp. 2017;
- A konkrét jelentés poétikája. Fülep Lajos művészetfilozófiája; L'Harmattan, Bp., 2019;

## Publikációk az utóbbi évekből
- Szempontok a gyermekarchetípus szemiotikájához; In: Balázs, Géza; Pölcz, Ádám (szerk.) A gyermek szemiotikája. Magyar Szemiotikai Társaság, Bp. 2020. pp. 39–54.
- Kórtársam, Duchamp; In: Tánczos, Péter (szerk.) Csordultig Duchamp-mal : Tanulmányok a Forrás 100. évfordulójára; Debreceni Egyetemi Kiadó, Veres Péter Kulturális Központ; 2019. pp. 36–42.
- A rockzene titkos történetének szemiotikája; In: Balázs, Géza; Minya, Károly; Pölcz, Ádám (szerk.) A titok szemiotikája. Magyar Szemiotikai Társaság, Bp., 2019. pp. 333–340.
- Reading Sight, Meaningful Design; ASIAN JOURNAL OF HUMANITIES AND SOCIAL STUDIES 06 : 03 pp. 571–574.; 2015
- The Transcendentalist Culture after Rorty; INTERNATIONAL JOURNAL OF LANGUAGE & LITERATURE 4 : 4 pp. 29–38. Paper: 10.15640; 2014
- The Space of Meta Consciousness: The Transcendentalist Culture, in: 2th Unified Theories, 2008. (eds. R.L: Amoroso, I. Dienes & Cs. Varga) Noetic Advanced Studies Institute Press, Oakland, (CA.) U.S.A. 2008. ISBN 0-9678687-2-6;